# Humussyre
Humussyre er den del af et humusprodukt, som er uopløseligt under sure pH-forhold. Humussyren kan derfor fjernes ved tilsætning af fortyndet base. Humussyre er mørkebrun til sort i farven.
| Naturvidenskab | Spire Denne naturvidenskabsartikel er en spire som bør udbygges. Du er velkommen til at hjælpe Wikipedia ved at udvide den. |